# 뉴욕의 인구
뉴욕의 인구는 2014년 기준으로 8,491,079명으로, 미국에서 가장 인구가 많은 도시이다. 지난 30년부터 현재까지, 뉴욕의 인구는 증가 추세에 있으며, 인구학자들은 인구는 2030년까지 인구는 920만명에서 950만명에 달할 것이라고 추계하고 있다. 2010년 미국 인구조사국에 따르면 2000년 800만이던 인구가 2.1% 증가해 최고 기록인 8,175,133만명을 기록했다고 발표하였고, 이는 로스앤젤레스와 시카고를 합친 인구보다 더 많다. 샌프란시스코 베이 에어리어의 총 인구보다도 많다. 뉴욕의 인구 밀도는 1km2당 1만 194명이며, 인구 10만명 이상 지자체 중 가장 높다. 맨해튼의 인구 밀도는 1km2당 2만 5846명이며, 미국의 군 중 1위이다.

## 민족
뉴욕은 또한 멜팅 팟이라고 불릴 만큼 각양각색의 사람들이 모여 사는 다민족의 도시이며, 약 170여개의 언어가 뉴욕에서 사용되고 있다. 현재 인구의 36.7%가 외국 태생이며, 미국의 해외 영토에서 태어나거나 미국인의 부모가 외국에서 태어난 사람이다. 이보다 외국인 인구 비율이 높은 도시는 로스앤젤레스와 마이애미이다. 하지만, 두 시는 일부 국적에 의해 대부분 점유하고 있지만, 뉴욕의 경우, 지배적인 국적는 없다. 푸에르토리코계, 도미니카 공화국계, 중국계, 자메이카계, 가이아나계, 멕시코계, 에콰도르계, 아이티계, 트리니다드 토바고계, 콜롬비아계, 러시아계 사람이 가장 많다.

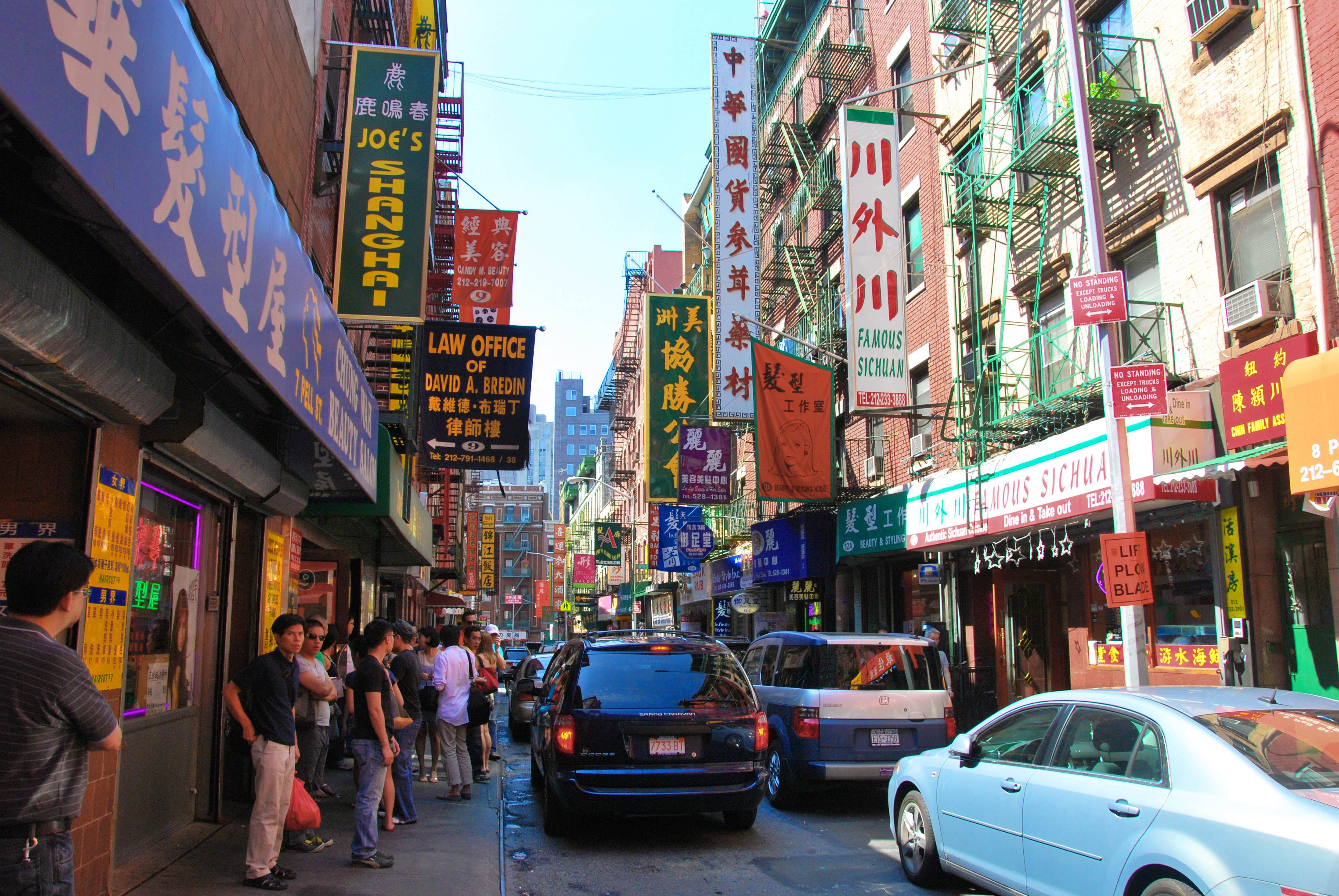
맨해튼 차이나타운

뉴욕 대도시권 지역은 이스라엘을 제외하고 최대의 유대인 공동체를 이루고 있다. 텔아비브의 인구가 뉴욕 지역의 유대인 인구에 미치지 않기 때문에, 뉴욕은 세계 최대의 유대인 공동체라고도 할 수 있다. 뉴욕 시민의 약 12%가 유대인이거나 유대인계의 자손이다. 아프리카계 미국인 지역 사회도 미국의 도시 중 최대이다.
뉴욕은 2010년 인구 조사에 의하면, 샌프란시스코, 로스앤젤레스를 제치고 1백만명 이상의 아시아계 사람이 거주하고 있다. 뉴욕의 아시아계 인구는 6%이며, 중국계의 40%가 퀸스에 살고 있다. 중국계 인구는 아시아 이외의 도시 지역에서 최대이며, 그 인구는 649,989명으로, 차이나타운도 6개 있다. 한국계의 경우, 로스앤젤레스에 이어 2번째로 많이 사는 도시이며 1.2%를 차지하는 14만명 이상의 인구가 살고 있다. 그 뒤를 이어 필리핀계 0.8%, 일본계 0.3%, 베트남계는 0.2%로 구성된다. 남아시아계 사람중 인도계가 뉴욕의 2.4%를 차지하며, 미국의 약 4분의 1이 모여있다. 방글라데시계 및 파키스탄계는 각각 0.7%, 0.5%이다.

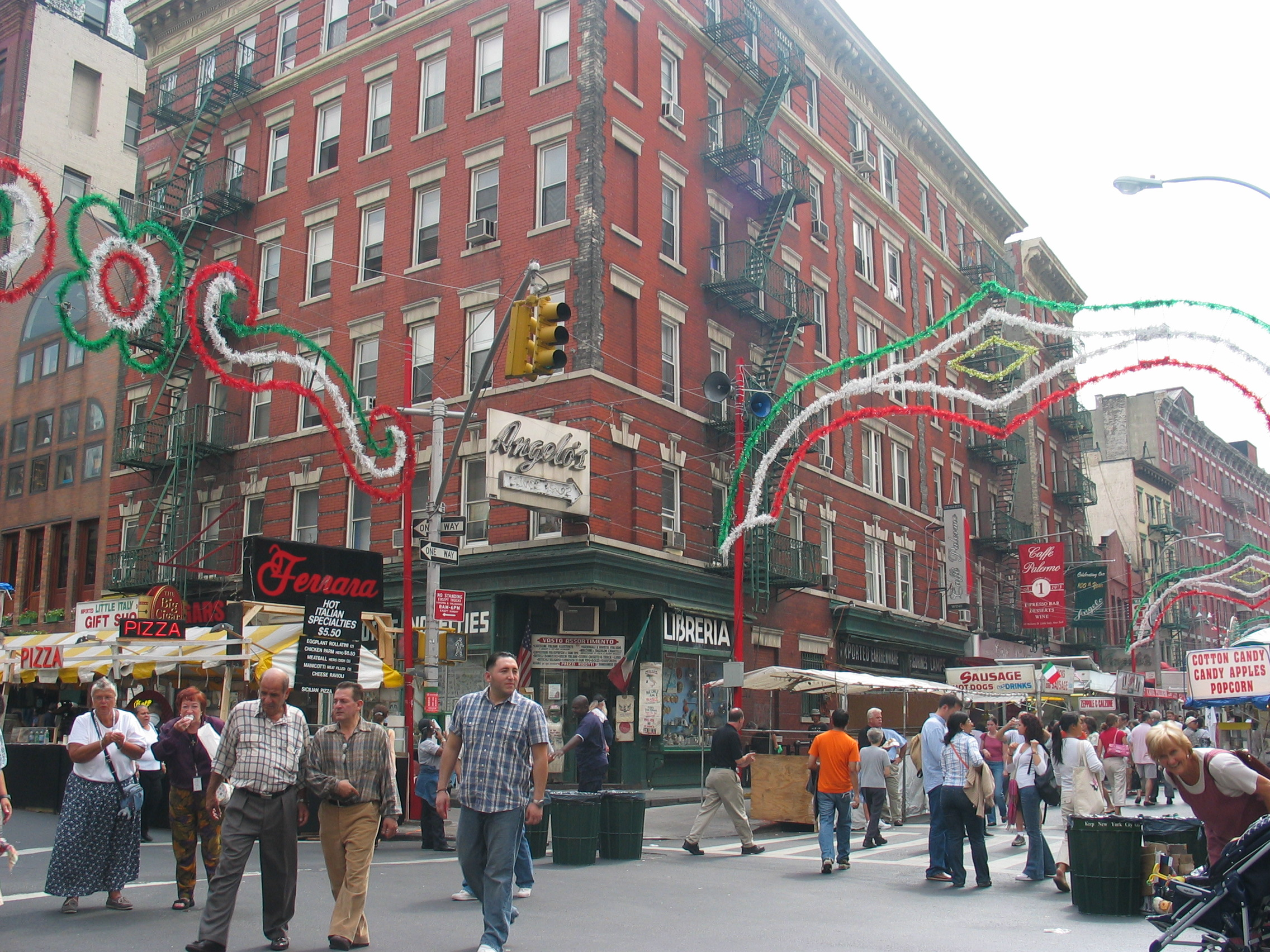
맨해튼 리틀이털리

2005년 추계에서 5대 민족 집단은 푸에르토리코계, 이탈리아계, 카리브계, 도미니카계, 중국계이다. 뉴욕의 푸에르토리코계 인구는 푸에르토리코를 제외하고 최대이다. 이탈리아계 사람들은 20세기 초에 대량으로 유입되었다. 아일랜드계는 6위의 민족 집단이며, 마찬가지로 중요한 지위를 차지하고있다. 유럽계의 뉴욕 시민 50명 중 1명에는 Y 염색체, 아일랜드의 5세기 왕까지 거슬러 올라가는 유전적 특징을 가지고 있다.
미국 인구조사국이 실시한 2005년부터 2007년까지 뉴욕 인구의 44.1%가 백인 (비 히스패닉은 35.1%)이다. 흑인 내지 아프리카계 미국인은 인구의 25.2% (비 히스패닉은 23.7%), 아메리칸 인디언은 0.4% (비 히스패닉은 0.2%), 아시아계는 11.6% (비 히스패닉은 11.5%), 태평양 섬 사람은 0.1% 미만이다. 기타 인종은 16.8% (비 히스패닉은 1%), 두 개 이상의 혼혈은 1.9% (비 히스패닉은 1%)이다. 히스패닉, 라틴계는 인구의 27.4%이다.
뉴욕은 이민자들의 주요 도시가 되었는데, 1892년부터 1924년까지 엘리스섬을 지나간 유럽 이민자들만 1,200만명이 넘었다. 이후에도 많은 유럽인들이 이민을 해왔고, 1940년에는 백인이 도시의 92%를 차지할 정도였다. 현대에 들어서도 뉴욕은 계속해서 이민자들이 늘어나고 있는 추세이며, 이민자들을 위한 대도시로 여겨지고 있다.

## 경제
소득 격차는 큰데, 2005년 기준으로 가장 부유한 지역의 가구 소득의 중간값은 18만 8,697달러인 반면, 가장 빈곤한 지역에서는 9,320달러이다. 고소득층은 급여가 상승하고 있지만, 중·저소득층은 급여가 정체함에 따라 격차가 커지고 있다. 2006년 맨해튼의 주 평균 임금은 1,453달러로 미국의 군 중에서 가장 성장률이 높다. 또한 맨해튼은 미국에서는 드문 베이비붐을 맞이하고있다. 2000년부터 맨해튼에 사는 5세 미만의 어린이는 32% 이상 증가하고 있다.
몇년 동안, 모스크바와 뉴욕은 억만장자가 가장 많은 도시로 선정되고 있다. 또한, 동성애자 및 양성애자의 인구도 약 568,903명이며, 미국에서 가장 큰 규모이다.

## 통계
다음은 뉴욕 시의 1698년부터 2010년까지의 인구 추이를 표현한 표와, 1790년부터 2010년까지의 인구 추이를 나타내는 그래프이다. 또한, 1790년 이후 10년마다 인구 조사에 의한 수치이며, 1900년 이후에는 5개 자치구의 합산이다.
| 연도 | 인구      | 순위 |
| ---- | --------- | ---- |
| 1698 | 4,937     | -    |
| 1712 | 5,840     | -    |
| 1723 | 7,248     | -    |
| 1737 | 10,664    | -    |
| 1746 | 11,717    | -    |
| 1756 | 13,046    | -    |
| 1771 | 21,863    | -    |
| 1790 | 33,131    | 1    |
| 1800 | 60,515    | 1    |
| 1810 | 96,373    | 1    |
| 1820 | 123,706   | 1    |
| 1830 | 202,589   | 1    |
| 1840 | 312,710   | 1    |
| 1850 | 515,547   | 1    |
| 1860 | 813,669   | 1    |
| 1870 | 942,292   | 1    |
| 1880 | 1,206,299 | 1    |
| 1890 | 1,515,301 | 1    |
| 1900 | 3,437,202 | 1    |
| 1910 | 4,766,883 | 1    |
| 1920 | 5,620,048 | 1    |
| 1930 | 6,930,446 | 1    |
| 1940 | 7,454,995 | 1    |
| 1950 | 7,891,957 | 1    |
| 1960 | 7,781,984 | 1    |
| 1970 | 7,894,862 | 1    |
| 1980 | 7,071,639 | 1    |
| 1990 | 7,322,564 | 1    |
| 2000 | 8,008,288 | 1    |
| 2010 | 8,175,133 | 1    |